# Municipio de Woodward (condado de Lycoming)
El municipio de Woodward  (en inglés: Woodward Township) es un municipio ubicado en el condado de Lycoming en el estado estadounidense de Pensilvania. En el año 2000 tenía una población de 2.397 habitantes y una densidad poblacional de 70.3 personas por km².

## Geografía
El municipio de Woodward se encuentra ubicado en las coordenadas 41°13′47″N 77°08′38″O / 41.22972, -77.14389.

## Demografía
Según la Oficina del Censo en 2000 los ingresos medios por hogar en la localidad eran de $35,398 y los ingresos medios por familia eran $38,750. Los hombres tenían unos ingresos medios de $30,345 frente a los $19,500 para las mujeres. La renta per cápita para la localidad era de $15,659. Alrededor del 8,5% de la población estaban por debajo del umbral de pobreza.